# جوزيبي بيغيتو
جوزيبي بيغيتو (بالإيطالية: Giuseppe Beghetto)‏ مواليد 8 أكتوبر 1939 في تومبلو، إيطاليا، هو دراج إيطالي سابق. سبق أن شارك في دورة الألعاب الأولمبية الصيفية وفاز بميدالية أولمبية.

## الميداليات
| الميدالية | المسابقة                       |
| --------- | ------------------------------ |
| ذهبية     | الألعاب الأولمبية الصيفية 1960 |

## روابط خارجية
- جوزيبي بيغيتو على موقع أرشيف الدراجات (الإنجليزية)
- جوزيبي بيغيتو على موقع إحصائيات الدراجات الإحترافية (الإنجليزية)
- جوزيبي بيغيتو على موقع CycleBase (الإنجليزية)
- جوزيبي بيغيتو على موقع أوليمبيديا (الإنجليزية)
- جوزيبي بيغيتو على موقع اللجنة الأولمبية الإيطالية (الإيطالية)
- جوزيبي بيغيتو على موقع CONI honoured athlete website (الإيطالية)